# Wechselia steinbachi
Wechselia steinbachi là một loài nhện trong họ Thomisidae.
Loài này thuộc chi Wechselia. Wechselia steinbachi được Maria Dahl miêu tả năm 1907.